# Diócesis de Antigonish
La diócesis de Antigonish (en latín: Dioecesis Antigonicen(sis) y en inglés: Roman Catholic Diocese of Antigonish) es una circunscripción eclesiástica latina de la Iglesia católica en Canadá, sufragánea de la arquidiócesis de Halifax-Yarmouth. La diócesis tiene al obispo Wayne Joseph Kirkpatrick como su ordinario desde el 18 de diciembre de 2019. 

## Territorio y organización
La diócesis tiene 18 800 km² y extiende su jurisdicción sobre los fieles católicos de rito latino residentes en los siguientes condados de la provincia de Nueva Escocia: Antigonish, Pictou, Guysborough, Richmond, Inverness, Victoria y Cabo Bretón.
La sede de la diócesis se encuentra en la ciudad de Antigonish, en donde se halla la Catedral de San Niniano.
En 2020 en la diócesis existían 72 parroquias.

## Historia
La diócesis de Arichat fue erigida el 27 de septiembre de 1844 con el breve Decet Romanum del papa Gregorio XVI, obteniendo el territorio de la diócesis de Halifax (hoy arquidiócesis de Halifax-Yarmouth). El obispado original fue la ciudad de Arichat y la iglesia de la Asunción de la Virgen María sirvió como catedral.
Una parte significativa de los fieles de la diócesis todavía pertenecen a dos grupos étnicos aborígenes diferentes: los mi'kmaq y los acadianos. Posteriormente se les unieron inmigrantes de Europa, en particular escoceses, irlandeses, ucranianos y polacos.
El 23 de agosto de 1886 el obispado fue trasladado a Antigonish y la diócesis tomó su nombre actual.
En 1894 se estableció en Antigonish la Universidad Católica de St. Francis Xavier, la primera universidad católica americana en otorgar diplomas a mujeres. El desarrollo de la universidad y el de la diócesis estuvieron a partir de entonces fuertemente correlacionados.
La diócesis estuvo involucrada en un juicio presentado por unas docenas de personas que afirmaron haber sido abusadas sexualmente por sacerdotes de la diócesis en la década de 1950. En septiembre de 2009 la diócesis, en la persona del obispo Raymond Lahey, propuso y fue aceptada por la corte la propuesta de cerrar el caso contra el pago de 15 millones de dólares canadienses. Cinco días después, la policía del aeropuerto de Ottawa registró el equipaje de Lahey y encontró fotos de pornografía infantil en su computadora portátil. El 26 de septiembre, Lahey renunció como obispo y no estuvo disponible para la policía, que lo buscaba tras una orden de arresto, pero luego fue arrestado. En 2011 el obispo se declaró culpable y la Santa Sede y la Conferencia Episcopal Canadiense, condenando lo sucedido, declararon que pretenden castigar al obispo con las sanciones canónicas previstas.

## Estadísticas
De acuerdo al Anuario Pontificio 2021 la diócesis tenía a fines de 2020 un total de 124 400 fieles bautizados.
| Año                                                                             | Población            | Población | Población      | Sacerdotes | Sacerdotes    | Sacerdotes    | Bautizados por sacerdote | Diáconos permanentes | Religiosos | Religiosos | Parroquias |
| Año                                                                             | Bautizados católicos | Total     | % de católicos | Total      | Clero secular | Clero regular | Bautizados por sacerdote | Diáconos permanentes | Varones    | Mujeres    | Parroquias |
| ------------------------------------------------------------------------------- | -------------------- | --------- | -------------- | ---------- | ------------- | ------------- | ------------------------ | -------------------- | ---------- | ---------- | ---------- |
| 1950                                                                            | 108 742              | 260 000   | 41.8           | 166        | 158           | 8             | 655                      |                      | 10         | 578        | 82         |
| 1959                                                                            | 120 387              | 207 914   | 57.9           | 225        | 206           | 19            | 535                      |                      | 35         | 826        | 90         |
| 1966                                                                            | 123 938              | 207 914   | 59.6           | 246        | 240           | 6             | 503                      |                      | 22         | 845        | 92         |
| 1968                                                                            | 124 416              | 241 407   | 51.5           | 118        | 111           | 7             | 1054                     |                      | 21         | 600        | 91         |
| 1976                                                                            | 124 548              | 245 795   | 50.7           | 201        | 187           | 14            | 619                      |                      | 31         | 608        | 93         |
| 1980                                                                            | 128 000              | 250 000   | 51.2           | 190        | 178           | 12            | 673                      |                      | 25         | 559        | 93         |
| 1990                                                                            | 136 000              | 270 000   | 50.4           | 164        | 163           | 1             | 829                      |                      | 20         | 478        | 127        |
| 1999                                                                            | 106 485              | 247 900   | 43.0           | 135        | 132           | 3             | 788                      | 1                    | 7          | 305        | 125        |
| 2000                                                                            | 106 818              | 247 900   | 43.1           | 135        | 132           | 3             | 791                      | 1                    | 7          | 340        | 125        |
| 2001                                                                            | 106 818              | 247 900   | 43.1           | 142        | 130           | 12            | 752                      | 1                    | 17         | 330        | 125        |
| 2002                                                                            | 113 300              | 223 764   | 50.6           | 143        | 131           | 12            | 792                      | 1                    | 17         | 319        | 122        |
| 2003                                                                            | 113 300              | 223 764   | 50.6           | 150        | 137           | 13            | 755                      | 2                    | 18         | 308        | 122        |
| 2004                                                                            | 129 905              | 223 824   | 58.0           | 144        | 131           | 13            | 902                      | 1                    | 17         | 302        | 124        |
| 2006                                                                            | 129 905              | 223 824   | 58.0           | 127        | 119           | 8             | 1022                     | 1                    | 12         | 290        | 123        |
| 2012                                                                            | 130 800              | 232 000   | 56.4           | 104        | 101           | 3             | 1257                     | 7                    | 3          | 225        | 90         |
| 2015                                                                            | 115 830              | 205 145   | 56.5           | 99         | 95            | 4             | 1170                     | 9                    | 4          | 200        | 76         |
| 2018                                                                            | 120 700              | 214 500   | 56.3           | 82         | 76            | 6             | 1471                     | 10                   | 6          | 164        | 72         |
| 2020                                                                            | 124 400              | 220 230   | 56.5           | 82         | 74            | 8             | 1517                     | 18                   | 8          | 143        | 72         |
| Fuente: Catholic-Hierarchy, que a su vez toma los datos del Anuario Pontificio. |                      |           |                |            |               |               |                          |                      |            |            |            |

## Episcopologio
- William Fraser (Frazer) † (27 de septiembre de 1844-4 de octubre de 1851 falleció)
- Colin Francis MacKinnon † (21 de septiembre de 1851-17 de julio de 1877 renunció[7])
- John Cameron † (17 de julio de 1877 por sucesión-6 de abril de 1910 falleció)
  - Sede vacante (1910-1912)
- James Morrison † (25 de mayo de 1912-13 de abril de 1950 falleció)
- John Roderick MacDonald † (13 de abril de 1950 por sucesión-18 de diciembre de 1959 falleció)
- William Edward Power † (12 de mayo de 1960-12 de diciembre de 1986 renunció)
- Colin Campbell † (12 de diciembre de 1986-26 de octubre de 2002 renunció)
- Raymond John Lahey (5 de abril de 2003-26 de septiembre de 2009 renunció)
- Brian Joseph Dunn (21 de noviembre de 2009-13 de abril de 2019 nombrado arzobispo coadjutor de Halifax-Yarmouth)
- Wayne Joseph Kirkpatrick, desde el 18 de diciembre de 2019